# Vlkolínec
Vlkolínec là một làng lịch sử nằm dưới sự quản lý của thị trấn Ružomberok, thuộc huyện Ružomberok, Slovakia. Trong lịch sử, nó đã từng là một ngôi làng riêng. Văn bản đầu tiên đề cập đến ngôi làng là từ năm 1376 và sau năm 1882, nó trở thành một phần của Ružomberok. Tên của nó có lẽ bắt nguồn từ từ "vlk" trong tiếng Slovak nghĩa là chó sói.
Vlkolínec được UNESCO công nhận là một di sản thế giới từ năm 1993, và là một trong số 10 ngôi làng của Slovakia được công nhận là khu bảo tồn kiến trúc dân gian. Danh hiệu này được cấp vì ngôi làng là một ví dụ phức tạp và hoang sơ về kiến trúc nông thôn dân gian của vùng Bắc Karpat.
Vlkolínec nằm ở trung tâm của Slovakia, là một khu định cư còn nguyên vẹn đáng kể với những nét đặc trưng truyền thống của một ngôi làng Trung Âu. Đây là nhóm các ngôi nhà gỗ truyền thống hoàn chỉnh nhất của vùng, thường thấy ở các vùng núi. Ngôi làng bao gồm hơn 45 ngôi nhà gỗ, mỗi ngôi nhà được tạo thành từ hai hoặc ba phòng. Tháp chuông bằng gỗ từ thế kỷ 18 cũng như một nhà nguyện mang kiến trúc Baroque cũng được bảo tồn. Ngôi nhà số 16 và 17 ngày nay đã được biến thành một bảo tàng dân gian với đầy đủ các dụng cụ sinh hoạt và làm việc.

## Hình ảnh

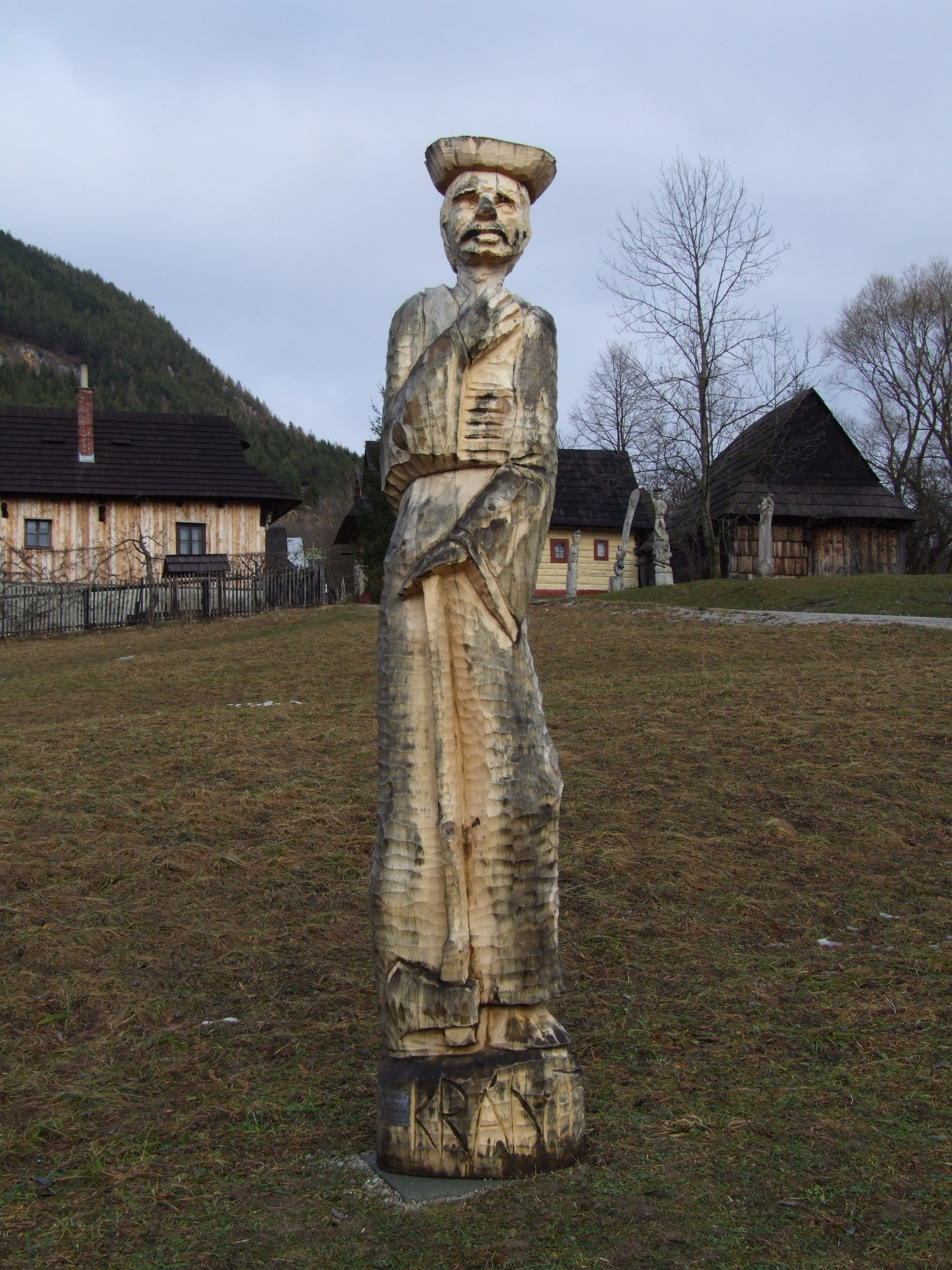
Tác phẩm điêu khắc bằng gỗ ở lối vào làng
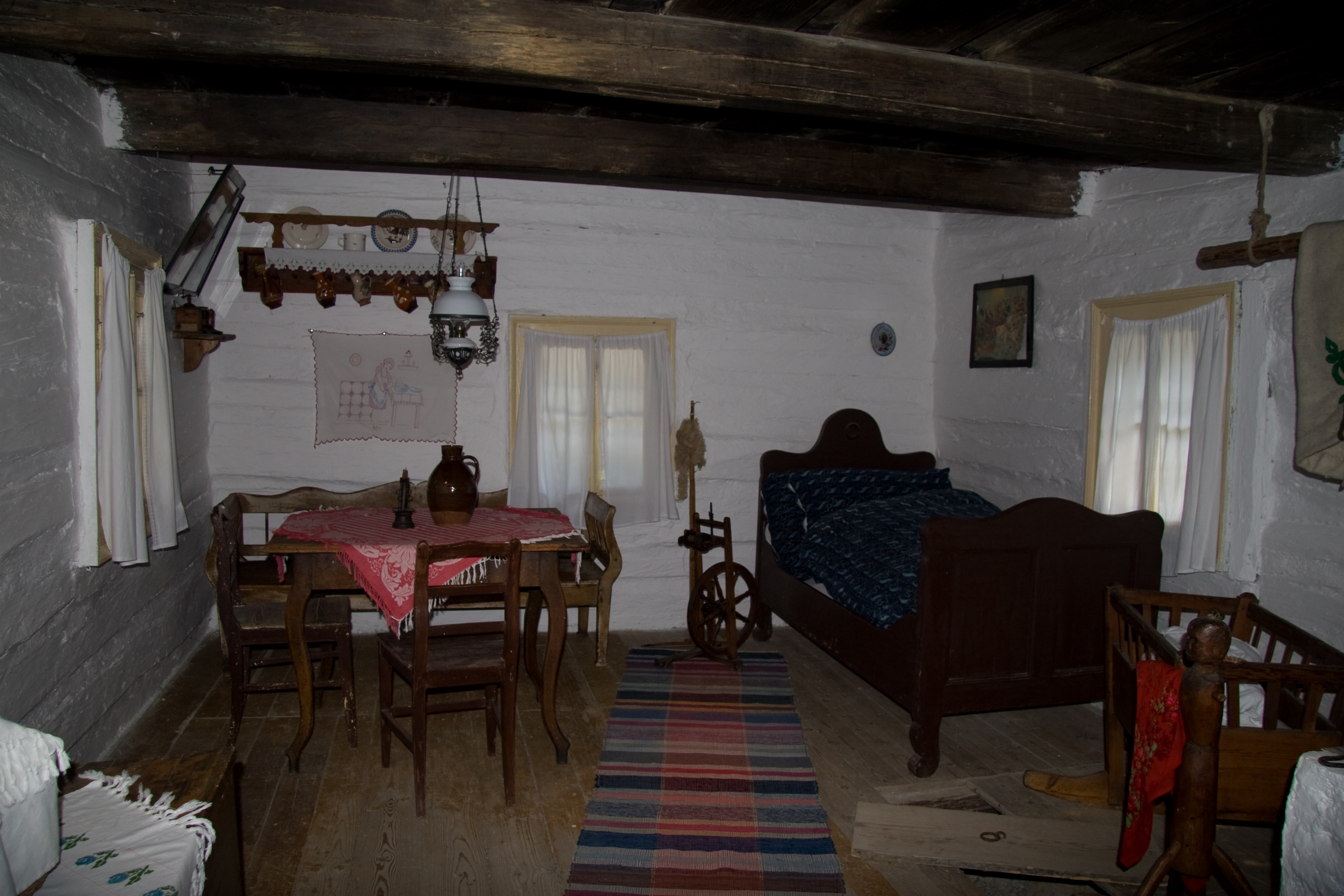
Nội thất điển hình của một trong những ngôi nhà
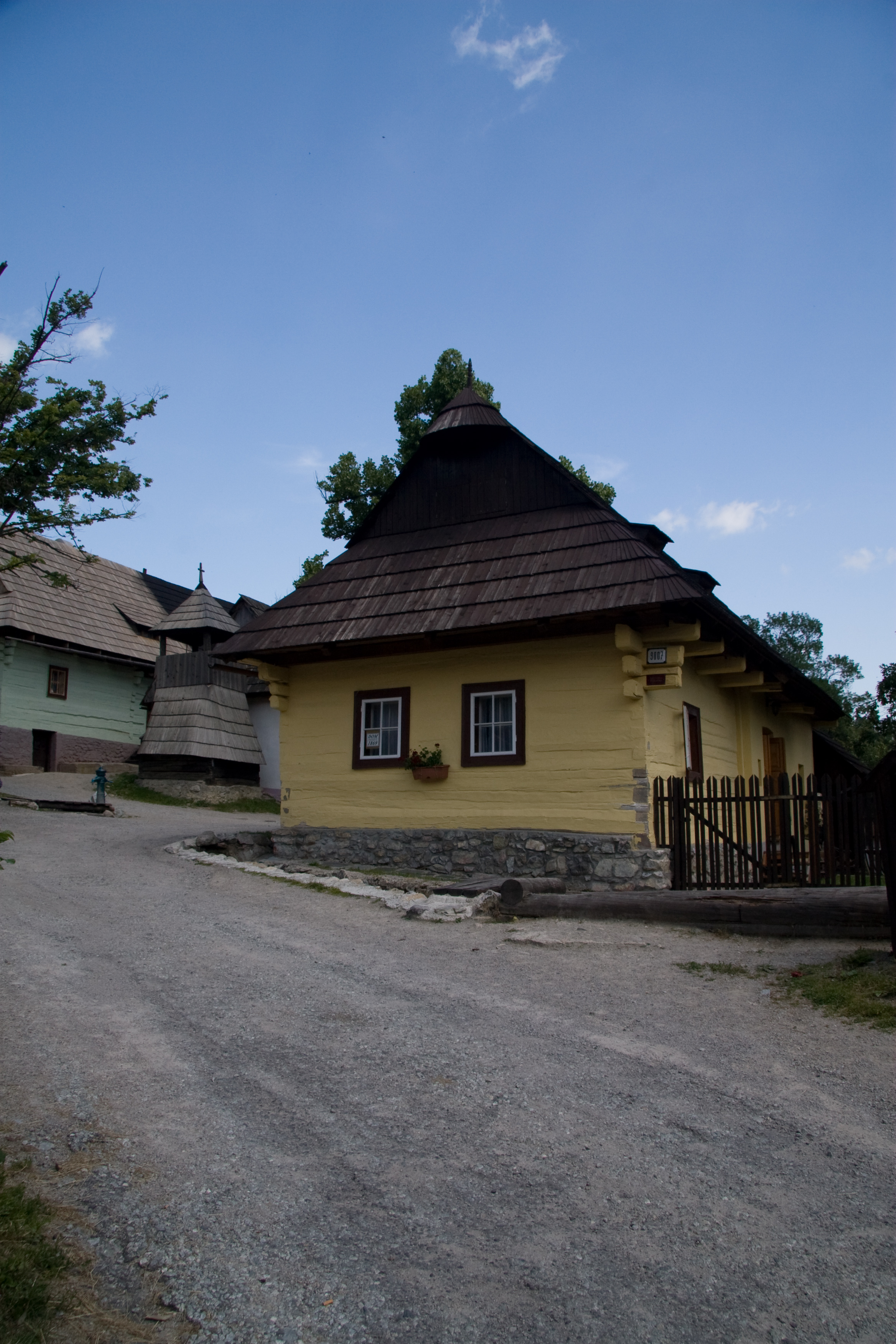
Ngôi nhà ở Vlkolínec
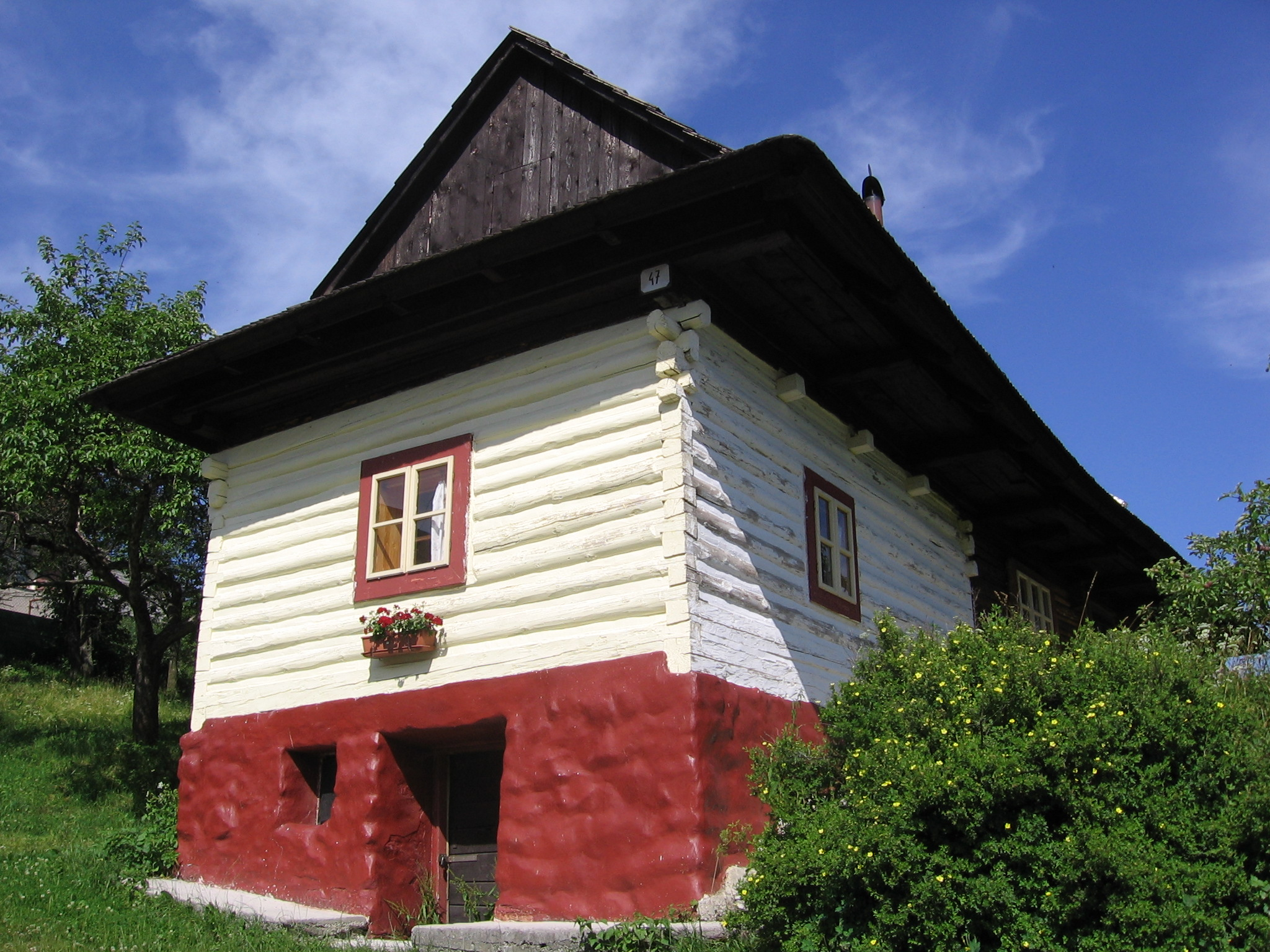
Ngôi nhà số 47 ở Vlkolínec
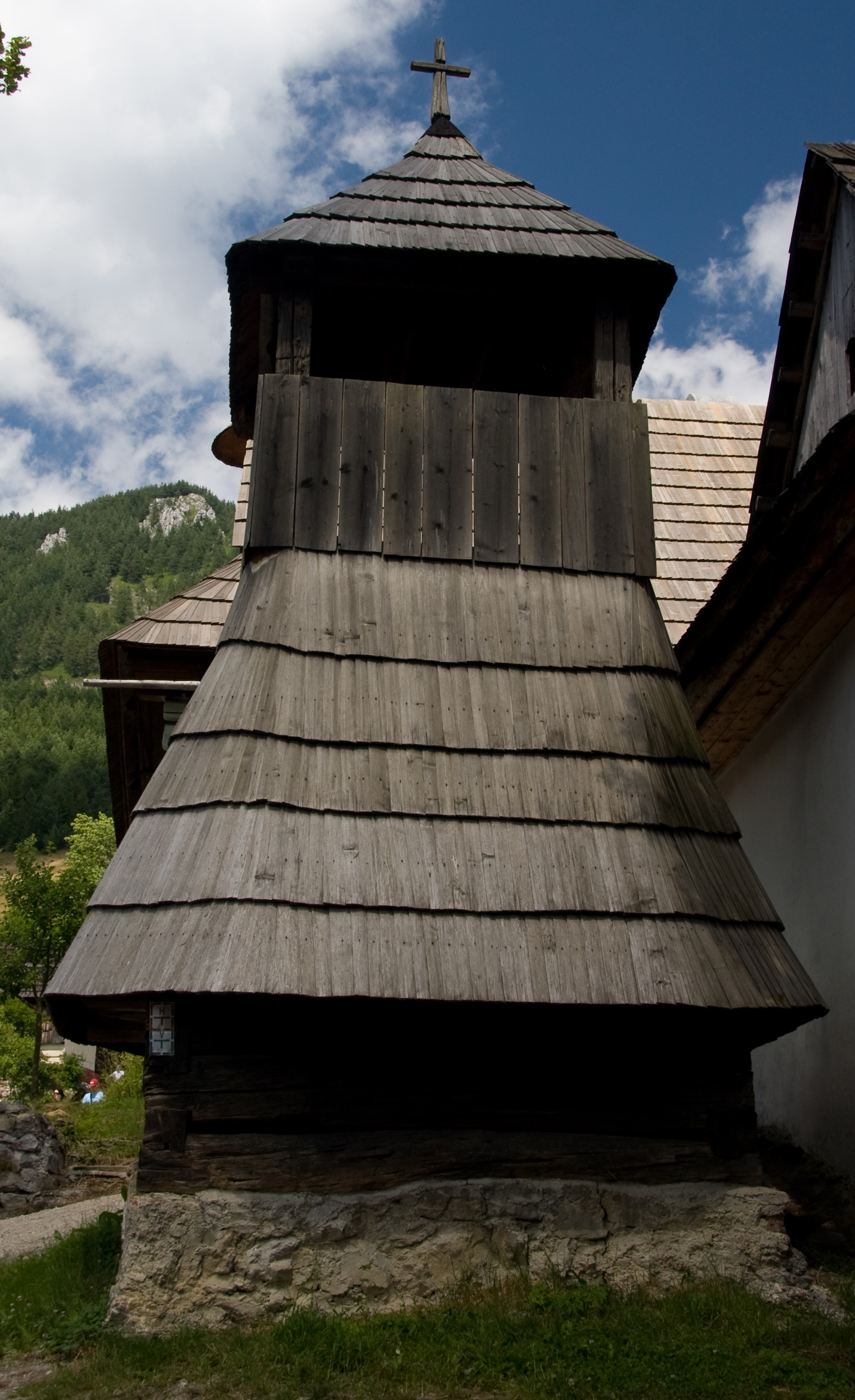
Tháp chuông Vlkolínec
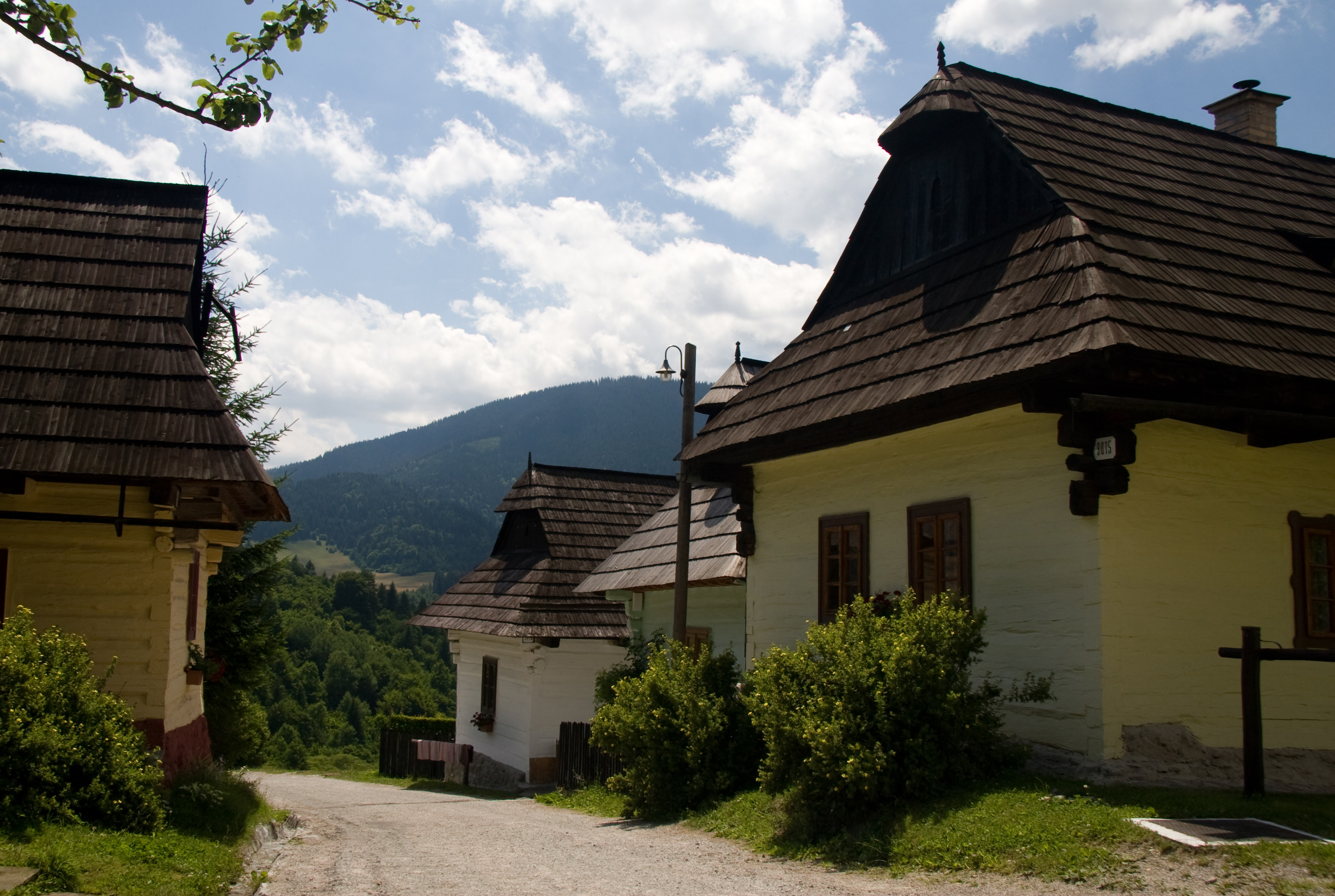
Đường làng Vlkolínec
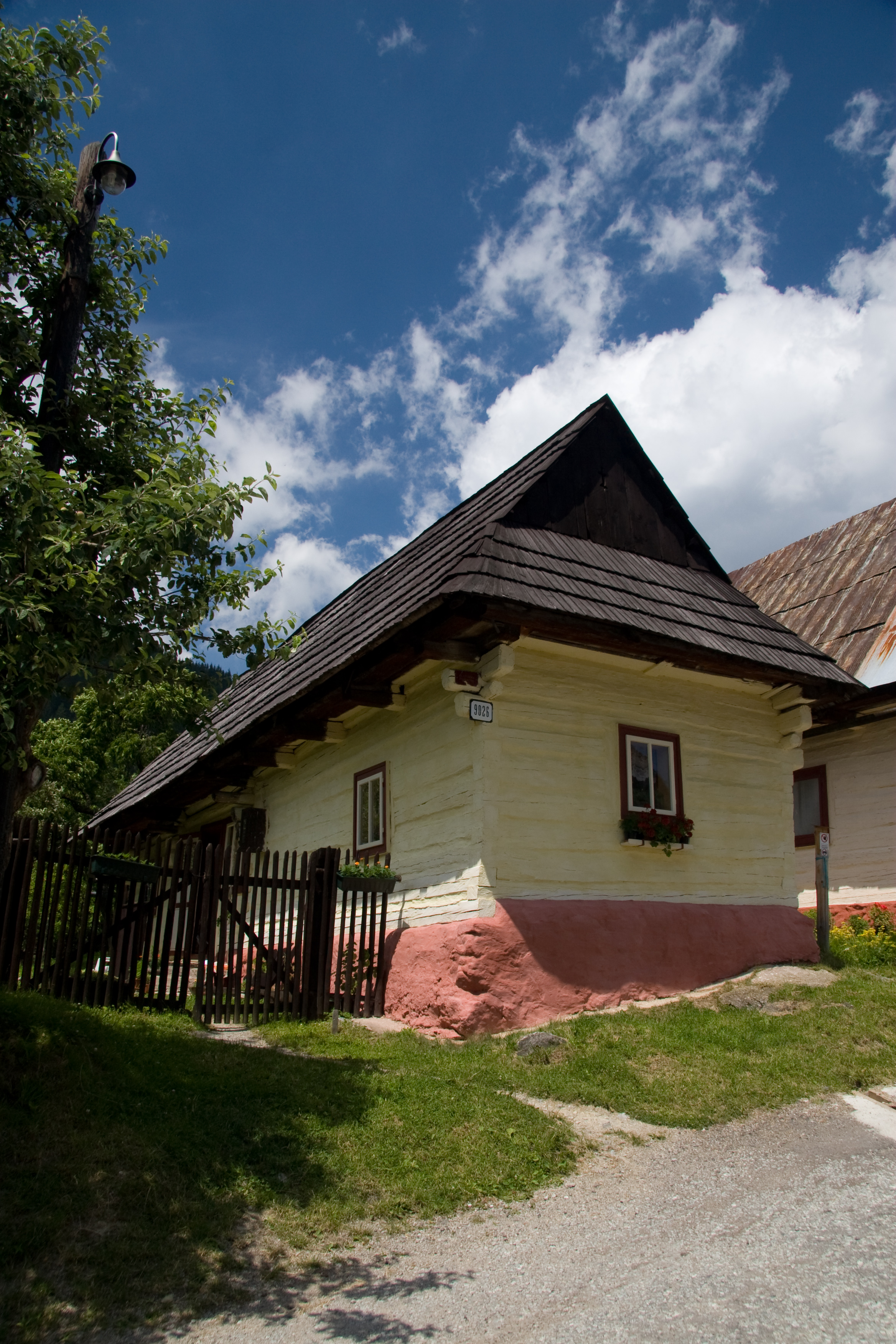
Ngôi nhà ở Vlkolínec
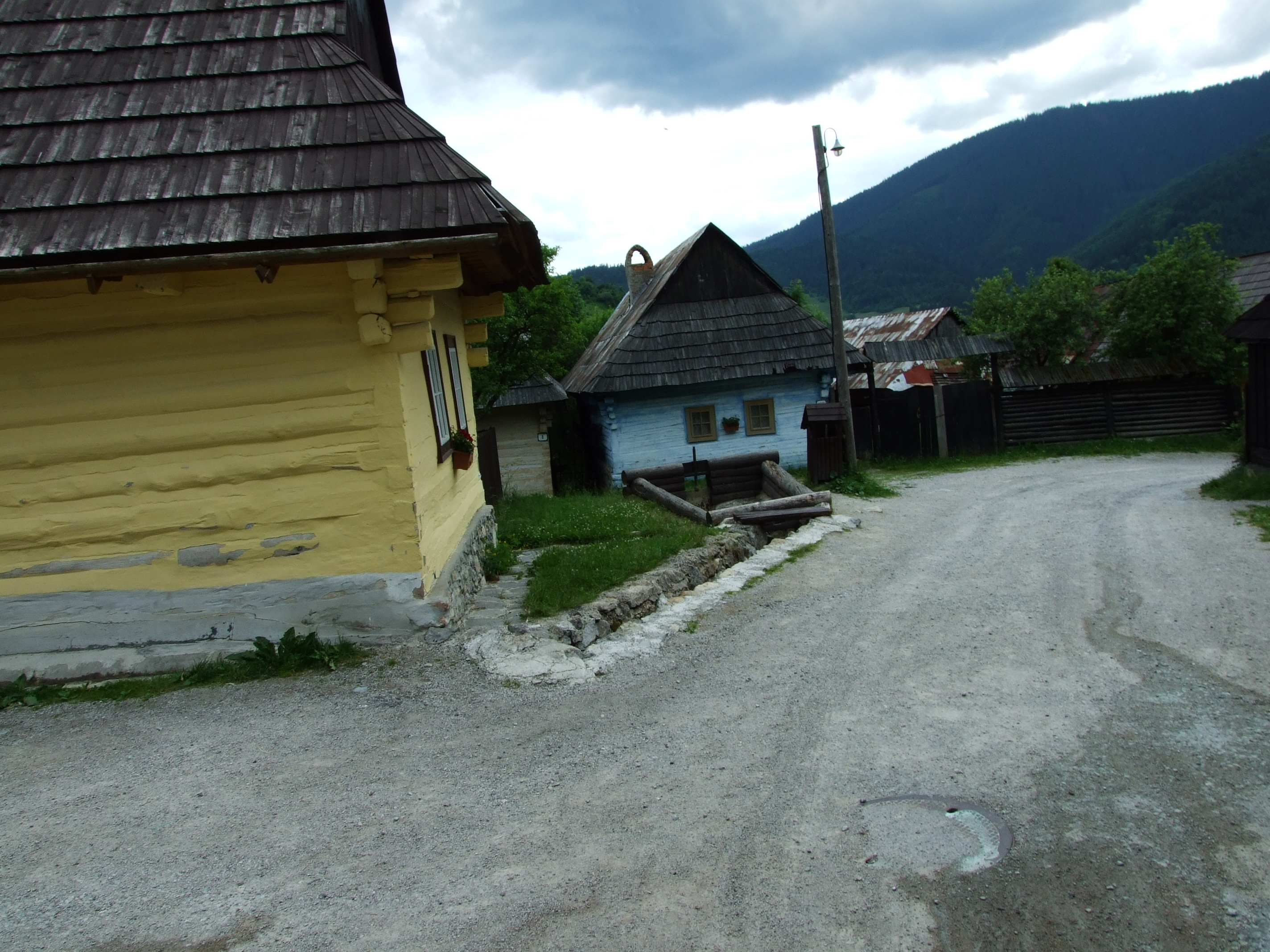